# Gminny Ośrodek Kultury w Bliżynie

Sylwetka Neogotyckiego pałacyku Platerów

Gminny Ośrodek Kultury w Bliżynie – samorządowa jednostka kulturalna działająca na terenie Gminy Bliżyn zwana Zameczkiem. Potoczna nazwa pochodzi od siedziby, czyli neogotyckiego pałacu rodziny Platerów.
Ośrodek Kultury powstał w 1976 uchwałą ówczesnej Gminnej Rady Narodowej Nr XIV z dn. 11 X 1976. Pierwszym dyrektorem była Jadwiga Murdzek. W połowie lat 70. oprócz GOK-u funkcjonowały 3 ogólnodostępne biblioteki, (jeśli nie liczyć bibliotek szkolnych) publiczna, biblioteka zakładów POLIFARB, biblioteka publiczna w Mroczkowie. W 1993 r. ośrodek kultury i biblioteki zostały połączone w jedną instytucję, która zachowała swoją dotychczasową nazwę "Gminny Ośrodek Kultury".
Od 1990 roku dyrektorem GOK Bliżyn był Adam Młodawski. 1 października 2007 rolę tę przejęła Katarzyna Skarus. Od sierpnia 2024 dyrektorem jest Piotr Stefański.

## Zespoły Ludowe
Gminny Ośrodek Kultury jest opiekunem zespołów:
- Chór "Lutnia"
- Zespół ludowy "Kuźniczanki"
- Zespół ludowy "Sobótka"
- Zespół Ludowy Pieśni i Tańca "Sorbin"
- Zespół Wokalny Canto

## Instytucje podlegające
- Biblioteka Publiczna w Bliżynie
- Biblioteka w Mroczkowie